# Гансюрген Райніке
Гансюрген Райніке (нім. Hansjürgen Reinicke; 10 серпня 1902, Франкфурт-на-Майні — 29 січня 1978, Вупперталь) — німецький офіцер, капітан-цур-зее крігсмаріне. Кавалер Лицарського хреста Залізного хреста.

## Біографія

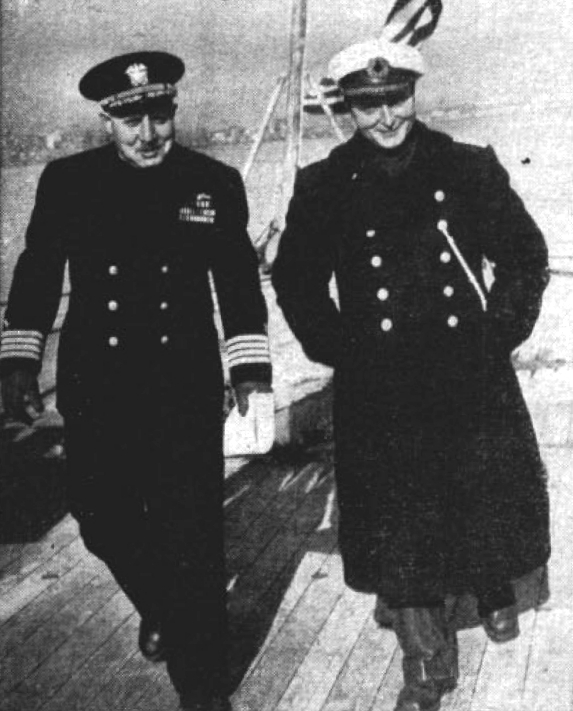
Райніке (праворуч) і Артур Гаррісон Граубарт на верфі Philadelphia Naval Shipyard (лютий 1946).

В 1922 році вступив в рейхсмаріне. З 1931 року — інструктор торпедного училища Фленсбурга. З вересня 1934 по вересень 1936 року — командир міноносця «Меве», на якому здійснив декілька плавань за кордон. З серпня 1936 року міноносець використовувався під час так званих нейтральних патрулів біля узбережжя Іспанії. Після цього Райніке служив офіцером Адмірал-штабу при командувачі броненосцями.
З серпня 1938 року — референт оперативного відділу ОКМ. На початку 1939 року йому було доручено розглянути питання окупації Норвегії. Учасник планування операції «Морський лев». З грудня 1941 року — 1-й офіцер Адмірал-штабу (начальник оперативного відділу) при командувачі лінкорами Отто Ціліаксі. Учасник планування операції «Цербер». З жовтня 1942 року — 1-й офіцер Адмірал-штабу в командуванні флоту. В лютому-березні 1943 року командував есмінцем Z28. З березня 1943 року — 1-й офіцер Адмірал-штабу при командувачі бойовою групою крігсмаріне.
З 5 січня 1944 року — командир важкого крейсера «Принц Ойген». Під його командуванням крейсер відзначився у підтримці сухопутних військ біля Риги і Тукумса, обстрілюючи наступаючі радянські війська, а також прикриваючи німецьку евакуацію. Після війни «Принц Ойген» був переданий американцям в якості трофея, а Райніке потрапив у полон, проте залишався німецьким командиром крейсера до 1 травня 1946 року. 1 вересня 1946 року звільнений з полону.
Після звільнення Райніке працював у Військово-морській історичній команді, яку очолював останній командир «Принца Ойгена» капітан Артур Гаррісон Граубарт як начальник Управління військово-морської розвідки США в Німеччині. В 1952 році команда була розформована. 
В 1960/61 року — президент Lions Clubs International у Вупперталі. Окрім цього, Райніке очолював Асоціації роботодавців Вупперталя, а також хімічної промисловості й промислового району Бергішес-Ланду.

## Звання
- Матрос-єфрейтор і кандидат в морські офіцери (1 квітня 1923)
- Фенріх-цур-зее (1 квітня 1924)
- Оберфенріх-цур-зее (1 квітня 1926)
- Лейтенант-цур-зее (1 жовтня 1926)
- Оберлейтенант-цур-зее (1 липня 1928)
- Капітан-лейтенант (1 червня 1934)
- Корветтен-капітан (1 жовтня 1937)
- Фрегаттен-капітан (1 вересня 1941)
- Капітан-цур-зее (1 квітня 1943)

## Нагороди
- Медаль «За вислугу років у Вермахті» 4 і 3 класу (12 років; 2 жовтня 1936) — отримав 2 нагороди одночасно.
- Іспанський хрест в сріблі з мечами (23 червня 1939)
- Орден морських заслуг (Іспанія) 2 класу в сріблі (29 серпня 1939)
- Залізний хрест
  - 2 класу (27 листопада 1939)
  - 1 класу (19 квітня 1940)
- Орден Корони Італії, офіцерський хрест (6 листопада 1941)
- Німецький хрест в золоті (12 березня 1942)
- Нагрудний знак флоту (1942)
- Орден «За військові заслуги» (Болгарія) 3-го ступеня з військовою відзнакою (1943)
- Лицарський хрест Залізного хреста (21 квітня 1945)
- Орден «За заслуги перед Федеративною Республікою Німеччина», офіцерський хрест (15 квітня 1970) — за заслуги в якості керівника асоціацій роботодавців.